# ビル・ゲイツ
ビル・ゲイツ（英語: Bill Gates）、本名ウィリアム・ヘンリー・ゲイツ3世（英語: William Henry Gates III、1955年10月28日 - ）は、アメリカ合衆国の実業家、慈善家。幼なじみのポール・アレンとともにマイクロソフトを創業した人物として知られる。マイクロソフトでのキャリアにおいて、ゲイツは会長、最高経営責任者（CEO）、社長、最高ソフトウェア設計者を歴任し、同時に2014年まで個人筆頭株主であった。1970年代から1980年代にかけてのマイクロコンピュータ革命の主要な起業家であった。
ゲイツはシアトルで生まれ育つ。1975年、アレンとともにニューメキシコ州アルバカーキにマイクロソフトを設立。世界最大のパソコン用ソフトウエア会社となった。ゲイツは、2000年1月にCEOを退任し、スティーブ・バルマーに引き継がれるまで、会長兼CEOとして同社を率いたが、取締役会会長にとどまり、チーフ・ソフトウェア・アーキテクトに就任した。
1990年代後半、彼のビジネス戦術は反競争的であると批判された。この意見は、数々の裁判でも支持されている。2008年6月、ゲイツはマイクロソフトでは非常勤、2000年、当時の妻メリンダと設立した民間慈善財団ビル＆メリンダ・ゲイツ財団では常勤に移行した。2014年2月にマイクロソフトの取締役会長を退任し、新たにサティア・ナデラCEOをサポートするテクノロジーアドバイザーに就任した。2020年3月、ゲイツはマイクロソフトとバークシャー・ハサウェイの取締役職を離れ、気候変動、世界の健康・開発、教育などに関する慈善活動に専念する。
2008年、マイクロソフトの日常業務を離れて以来、ゲイツは多くのビジネスと慈善活動を追求してきた。BEN、カスケード・インベストメント、bgC3、テラパワーなど、複数の企業の創業者であり会長でもある。また、世界最大の民間慈善団体といわれるビル＆メリンダ・ゲイツ財団を通じて、さまざまな慈善団体や科学研究プログラムに多額の資金を提供している。同財団を通じて、21世紀初頭のワクチン接種キャンペーンを主導し、アフリカにおける野生ポリオウイルスの撲滅に大きく貢献した。2010年、ゲイツはウォーレン・バフェットとともに「ギビング・プレッジ」を設立し、自分たちや他の億万長者たちが、少なくとも財産の半分を慈善活動に寄付することを誓約している。
2025年5月、各国の支援が減る中、課題解決のために2045年までに全財産（約2千億ドル）を途上国の公衆衛生や貧困対策に寄付し、財団はその年末に解散する予定だと発表した。

## 来歴

### 幼少時代
1955年10月28日にワシントン州シアトルで、ビル・ゲイツ・シニアとメアリー・マクスウェル・ゲイツとの間に誕生した。裕福な家庭だったが、自分のことには一切お金を使おうとしなかった。
そして会衆派教会の日曜学校に通い、聖歌隊で歌い、ボーイスカウトにも入っていた。また、エドガー・ライス・バローズのターザン物や火星人物を読みあさる一方で、フランクリン・ルーズベルト、ナポレオン、偉大な発明家などの伝記を耽読した。

### 中学時代
1967年にシアトルのレイクサイド校に入学した。1968年秋、レイクサイド校はゼネラル・エレクトリック社のGE-635に接続されたテレタイプ端末を導入した。これを通じてコンピュータに興味を持つようになった。
このころ、ワシントン大学の近くにコンピュータ・センター・コーポレーション（CCC）という会社が設立され、DECのPDP-10への接続サービスを開始する予定であった。正式運用の前に負荷耐性テストを行う必要があったCCCは、1968年11月にゲイツらに夜間と週末にコンピュータを無料で使用させた。この経験を通じてゲイツはDECのPDP-10に詳しくなった。後に、ゲイツは自分のプログラムコードの書き方に影響を与えた人物としてPDPのオペレーティングシステムを書いた人たち全部、TRW社のジョン・ノートン、ポール・アレン、チャールズ・シモニー等の名前を挙げている。
1970年2月にCCCは不渡手形を出し、実質的に倒産する。これにより、ゲイツはコンピュータに触れる機会を失う。1970年11月オレゴン州ポートランドにあったインフォメーション・サイエンス・インク（ISI）から、COBOLでの給与計算システムの作成を請け負い、開発費の代わりとして無料でPDP-10を使う権利を手に入れたが、COBOLに習熟していなかったため、この作成は難航した。

### 高校時代
高校在学当時、先輩でありワシントン州立大学の学生であったポール・アレンと共に、トラフォデータという名称で、交通量計測システムを作成しようとした。アレンによると、このトラフォデータは私的につけられたチーム名にすぎず、法人として設立されてはいないため、トラフォデータ社とは言えない。最終的に、このビジネスはゲイツが大学生になっても続けられたが、大きな利益をあげることはできなかった。
1973年にハーバード大学に入学した。ハーバード大学では、応用数学を専攻したが、成績は必ずしも良くなかった。1974年に2年生になると、ポーカーゲームに熱中することが多くなった。このころ同じ寮に住んでいた学生に、後にゲイツの後任としてマイクロソフトのCEOになるスティーブ・バルマーがいた。

### BASICの移植

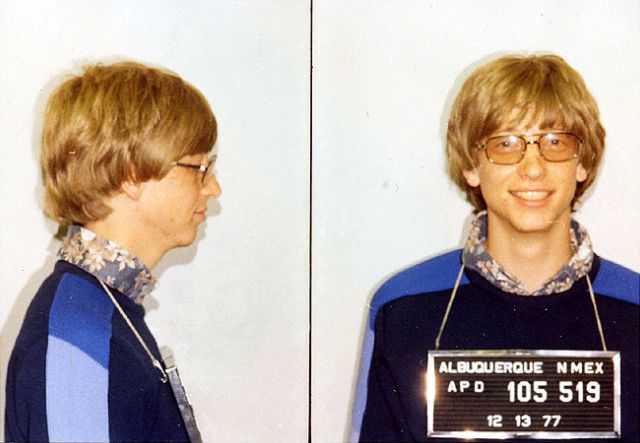
ニューメキシコ州アルバカーキで交通違反を犯したときのマグショット（1977年12月13日）

1974年12月にゲイツはアレンから、ポピュラーエレクトロニクス誌にアルテア8800の記事が載っているのを教えられた。これを読んだゲイツとアレンはアルテア8800用にBASICインタプリタを作成することを考えた。
ゲイツは、アレンの名前を騙って、アルテア8800を販売していたハードメーカーのMITSに電話をかけ、実際には未だ何も作成していないBASICインタプリタについて「現在開発中であり、間も無く完成する。御社に伺ってお見せしましょうか。」と言って鎌をかけた。電話に応対したMITSのエド・ロバーツ社長は、「動作するBASICを最初に持ってきたものと契約する。」と答えた。これを受けて、彼らはBASICインタプリタの開発を開始した。
彼らはアルテア8800の実物を持っていなかった。そこで、アレンはハーバード大学にあったPDP-10上でアルテア8800をエミュレートするプログラムを作成し、これを用いてBASICインタプリタを作成した。
8週間後、ゲイツとアレンの寝食を忘れたプログラミングの結果、BASICインタプリタが完成した。1975年3月、デモのため、アレンがニューメキシコ州アルバカーキにあるMITSへ向かった。この際、アレンがBASICのブートローダの開発を忘れていたことに気が付き、移動中の飛行機中で完成させた。こうして作られたBASICはMITSでのデモに成功し動作した（この時ゲイツはボストンの大学寮でアレンの帰りを待っており、同席はしていない）。ゲイツらが作ったBASICインタプリタはアルテア・ベーシックとして販売された。
1975年4月にアレンはMITSの社員となった。一方のゲイツはハーバード大学の学生のままであり、学期が終わって夏休みになるとアルバカーキにやってきてBASICインタプリタの改良を手伝った。その後、9月になるとゲイツはハーバード大学に帰っていった。以降は1976年の春期・1976年の秋期のいずれもゲイツはハーバード大学におり、大学が休みの間にアルバカーキにやって来るという状態を続けていた。1977年2月に（日本でいえば大学4年生の前期終了時に相当する。）ゲイツはハーバード大学を休学し、以降は大学に戻ることは無かった。この時（1977年2月）ゲイツとアレンの間で、パートナーシップに関する合意書が交わされた。
BASICインタプリタ事業が開始された1975年4月をもってマイクロソフト社の創業とされることがあるが、上記のように、実際には1975年4月時点ではマイクロソフトという法人は存在せず、そもそもマイクロソフトという名称自体も存在していない。また、上述のように、BASICインタプリタ事業が始まってからも、ゲイツはその後の約2年間は、実質的にもハーバード大学の学生であり続けている。パートナーシップ形成に関してゲイツとアレンの間で合意書が交わされ、パートナーシップによる経営としてマイクロソフトが正式にスタートするのは、1977年2月である。
マイクロソフトという名前自体は1975年7月にアレンが考え出した。アレンによると、その時点ではマイクロソフトという名前は、ゲイツとアレンの活動を表す私的なチーム名に過ぎなかった。なおチーム名という形にせよ、文書でマイクロソフトの名前が確認できるのは、1975年10月にMITSの社長であったエド・ロバーツが書いた記事が初出である。このころはMicro-softとハイフンを含む名前であった。1976年にホビイストたちの多くが自社のBASICを違法にコピーして使っていたことを非難する『ホビイストたちへの公開状』を書いた。

### MS-DOSの開発
1980年にIBMは、Apple IIの成功を見てパーソナルコンピュータ市場への本格参入を図ることにし、IBM PCの開発に乗り出した。短期に開発することを目指していたため、オペレーティングシステム（OS）については自社開発を諦め、既存のOSを採用・改良することにした。当時多くのパーソナルコンピュータのOSとして普及していたのは、ゲイリー・キルドールによって創業されたデジタルリサーチが開発したCP/Mだったが、OS採用をめぐるIBMとデジタルリサーチとの交渉は不調に終わった。
そこで、IBMはマイクロソフトにOSの開発を要請した。その際に当時OSの開発を行っていなかったマイクロソフトは、シアトル・コンピュータ・プロダクツ（SCP）から7万5000ドルで手に入れたCP/M互換OSの86-DOSをIBM PC用に改良し、PC-DOSとして納入した。このPC-DOSをさらにMS-DOSという名前で他のパーソナルコンピュータにもライセンスで供給することにより、現在の基礎を作った。7万5000ドルの価格については破格の条件であり、タダ同然の価格で騙し討ちであったと言われ、後に92万5000ドルを支払っている。
1982年7月6日、社長の座を離れ、マイクロソフト会長に就任。

### Windowsの開発
MS-DOSの普及に尽力する一方、GUIを導入する必要性も理解していた。1982年の秋にコムデックスで、ビジコープ社のVisiOnが「MS-DOS上でGUIを実現するデモ」を見て焦りを感じたゲイツは、インタフェース・マネジャーという名称で、同様の機能を持つソフトウェアを発売する予定であると発表した。しかし、実際には何も開発しておらず、その後の開発も難航し、製品発売予定は守られずに何度も延期された。
実現の見通しが無いままで製品発売のアナウンスを行ったことは、同時期にGUIを実現するパソコンを実際に開発中であったAppleを無用に刺激することになった。Macintosh開発舞台裏を追った『レボリューション・イン・ザ・バレー』によると、Windowsの発表を知ったジョブズは激怒し、ゲイツをAppleへ呼びつけた。現れたゲイツは落ち着き払った態度で臨み、「僕たちにはParcというお金持ちのお隣さんがいて、僕が盗みに入ろうと思ったら先に君が盗み出していたようなものじゃないかな」と言い放ったという。
結局、紆余曲折を経た上でMicrosoft Windowsに改称され、最初の製品が発売された時には1985年になっていた。この時期には既にGUIを有するMacintoshが販売されており、機能的にWindowsはMacintoshに大きく見劣りするものであった。Windowsが現実的に使えるシステムになるのは、1990年のWindows 3.0の時である。
1995年にマイクロソフトの開発したWindows 95に至って、ようやくMacintoshと比肩しうるレベルに達した。

### 2000年以降の活躍

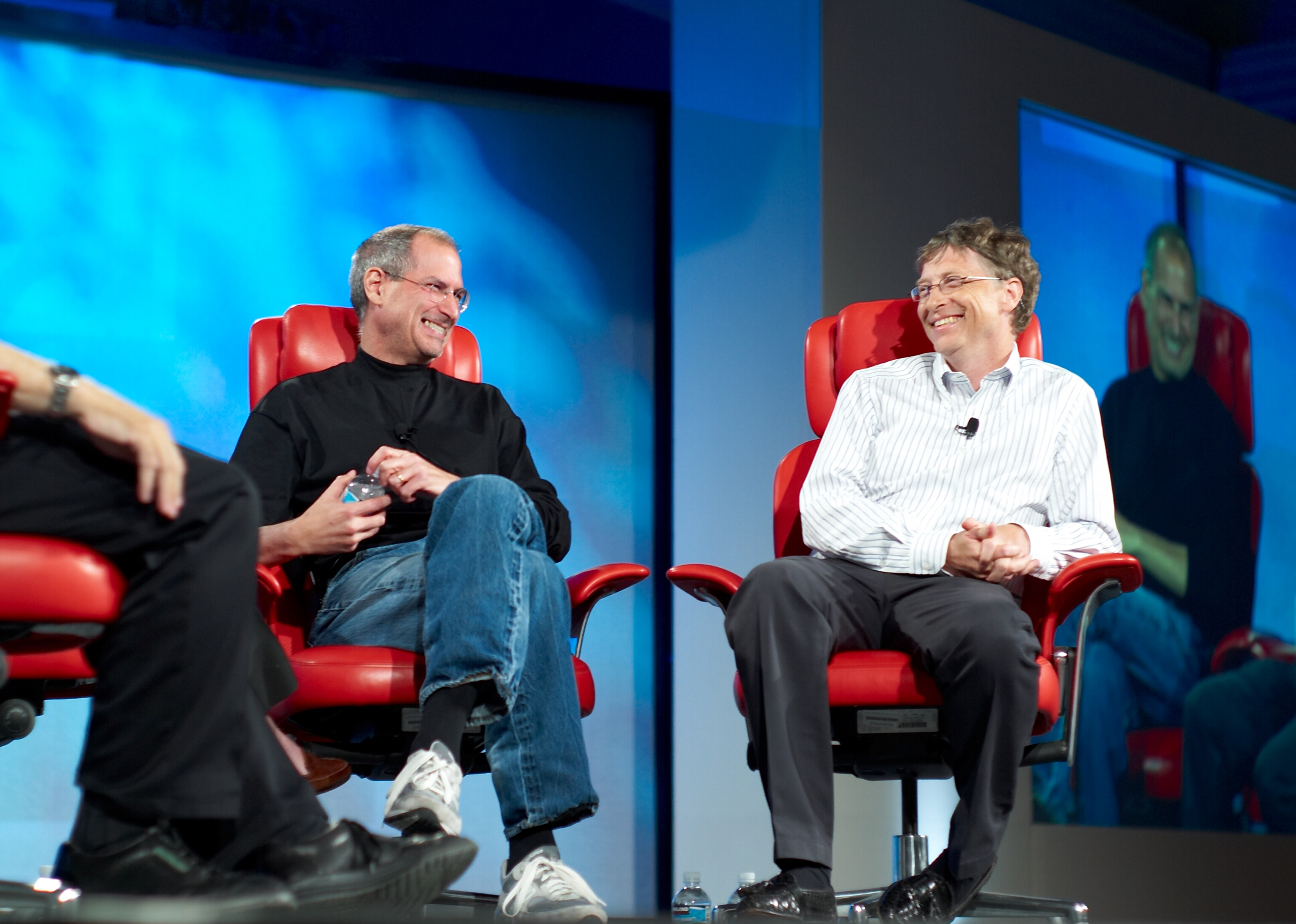
スティーブ・ジョブズ（左）とビル・ゲイツ（右）

2000年1月にCEO職をバルマーに譲る。2006年6月15日には2008年7月にゲイツは第一線から身を退き、ビル&メリンダ・ゲイツ財団での活動を重視すると発表し、CSA（Chief Software Architect、主席ソフトウェア設計者）職をレイ・オジーに移譲した。そしてその発表通り、2008年6月30日をもって会長職には留まるものの、フルタイムの仕事からは引退し、2014年2月4日に会長職から退いて「技術担当アドバイザー」となり、後任にはジョン・トンプソンが就任した。
2016年に大統領自由勲章を妻と共に受章した。2017年5月19日に自身の出身のシアトルとの姉妹都市である神戸市栄誉市民の称号を獲得し、ビデオメッセージを送った。
2020年3月13日にマイクロソフト取締役を退任した。長年取り組んできた途上国などの教育問題や気候変動対策に充てる時間を増やすことを退任の理由に挙げている。ビル&メリンダ・ゲイツ財団ではトイレの普及活動に力を入れており、水を使わないトイレや大便と小便を別々に回収できるトイレといった先進的なアイデアを募集するコンペティションの開催やケースに入った人糞を持ちながら講演に登場する等奇抜な活動を展開している。自身も「まさかこの年になってトイレに詳しくなるとは思わなかった。」と講演で語っている。役員を退任後も、マイクロソフトのサティア・ナデラCEOなどへの技術担当のアドバイザーを続ける。
2020年4月に旭日大綬章を受章したが、新型コロナウイルスの影響などで受け取ったのは2022年8月18日となった。日本国政府は世界的な技術革新とグローバルヘルスの進歩に対する貢献を功績として挙げた。

## 世界長者番付
アメリカの雑誌であるフォーブスの世界長者番付で、1994年から2006年まで13年連続の世界一となった。2006年の個人資産は推定530億ドル（日本円で約6兆2000億円）で、2007年、ビル・ゲイツの資産は、さらに50億ドル膨らんで資産総額580億ドルとなったが、推定資産620億ドルの著名投資家のウォーレン・バフェット、推定資産600億ドルの中南米の携帯電話会社América Móvilなどを所有するメキシコの「通信王」カルロス・スリムの後塵を拝し、ゲイツは3位に転落した。
2008年に推定資産400億ドルと世界的な金融危機で各々の総資産が減少する中、ゲイツの資産総額も前年度より180億ドル減少したが、結果的に再び第1位に返り咲いた。2014年の推定資産810億ドルで、世界1位である。長らくマイクロソフトの個人筆頭株主でありかつては資産の大半を同社株が占めていたが、定期的に売却を続けた影響で2014年には保有株数でスティーブ・バルマーに抜かれることとなった。現在の同氏の資産は個人投資会社であるカスケード・インベストメント社の投資成果によるものであり、マイクロソフト株も同社を通じて保有している。同社の投資資産としてはフォーシーズンズホテル、リパブリック・サービシズ、エコラボ、カナディアン・ナショナル鉄道、バークシャー・ハサウェイなどがある。フォーブスの世界長者番付2017で推定資産860億ドルで1年間で資産を90億ドル以上増やし、4年連続の首位に立った。過去23年間では18回首位に輝いている。　
なお、2021年現在の純資産は1374億ドルで日本円にして約15兆5800億円であったが、離婚により、1268億ドルまで減少している。

## 家族

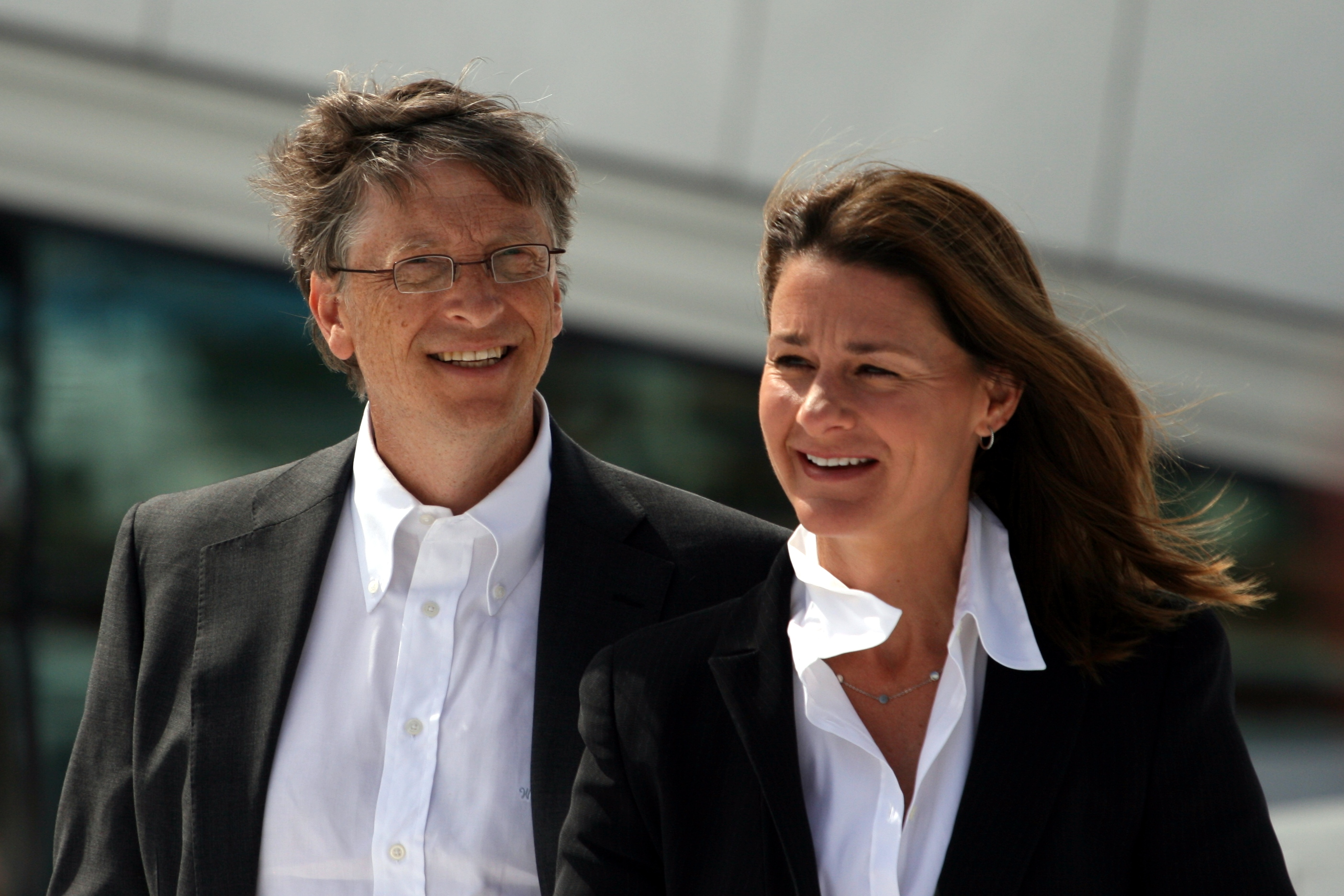
一緒にいるのは元妻のメリンダ・ゲイツ（2009年）

テキサス州ダラス出身のメリンダ・アン・フレンチ（旧姓）と1994年1月1日に結婚した。子供は3人いる。シアトル郊外のキング郡マダイナに在住している。
2021年5月3日にゲイツ夫妻は離婚を発表した。夫妻はツイッターで「熟慮と多大な関係改善努力の末、結婚生活を終わらせることを決めた」と共同声明を出した。

## ジェフリー・エプスタインとの関係
元妻のメリンダ・ゲイツは、ビル・ゲイツが性犯罪者ジェフリー・エプスタインと交際していたことが許せず、それが彼女に別れを決意させたという。2021年8月、ビル・ゲイツはCNNのインタビューで「彼と時間を過ごし、彼の存在を信用したことは大きな間違いだった」と関係を認めた。エプスタインからビルとメリンダの慈善活動に資金を提供すると持ちかけられたことから、一緒に数回ディナーをとったと話したが、このときすでにエプスタインは未成年の女性に対する性的行為で有罪になっていた。「私はビルがジェフリー・エプスタインと会っていたのが嫌だった。私はビルにそれをはっきり伝えた」と告白し、メリンダが反対したにもかかわらず、ビルがエプスタインとの交際を続けたと示唆した。さらにメリンダ自身もエプスタインに1度だけ会ったとしており、「彼がどんな人なのか見てみたかった。でも玄関に入った瞬間に後悔した。彼は忌まわしい人だった。悪の権化だった。後日、悪夢に見るほどだった」と語り、エプスタインの性的虐待の標的になった女性たちのことを思うと「心が痛む」とも話した。
2023年1月30日、オーストラリアのABCニュースでビルは「彼と一緒に時間を過ごし、そこにいるという信頼を彼に与えたのは大きな間違いでした。」と述べた。

## エピソード
研究家
- ナポレオン・ボナパルトの研究家でもある。
- アーマンド・ハマーが所有していた「レスター手稿」（レオナルド・ダ・ヴィンチの手稿）72枚をオークションで30億円（世界で2番目の高値といわれた）で購入した。2018年現在、唯一個人の所有者である。手稿は世界の美術館を巡回して展示されており、一般市民でも「レスター手稿」を閲覧する事が可能になった。2005年には日本で行われた「レオナルド・ダ・ヴィンチ展」で展示された。
- 世界初の印刷聖書であるグーテンベルク聖書を個人で所有している。

倹約家
- 資産家であると同時に倹約家としても知られている。仕事のため世界中を飛び回っているが、一般旅客機に乗る時には極力エコノミークラスに座るようにしている。来日した際に日本法人のスタッフからファーストクラスの航空券を渡されると「日本のマイクロソフトはこんな無駄遣いをする会社なのか。何だこのファーストクラスの搭乗券ってのは!1時間ちょっとのフライトに、何故そんな無駄に会社の金を使うんだ!!」と激怒したという。マスコミのインタビューで、エコノミークラスを好む理由を質問された際には「会社の金でも個人の金でも、無駄なことに金を使うことは理解できない。ファーストクラスの料金に（エコノミークラスの）何倍もお金を払ってみたところで、到着する時間は同じなのだから」と答えた。
- 自家用ジェット機も所有しているが、使用する際には燃料代・整備費は会社側に一切請求せず、かかった経費は全て自前で支払っている。
- ホテルに泊まる際も、部下がどこのホテルでどのような部屋を用意しても「こんな大きな部屋はもったいない。寝る場所があり、インターネットにアクセスできればそれで良いのだから」と、たしなめる事が多かった。
- 小食として知られ、妻によると朝飯は摂らない。食事はファーストフードが好物で、食生活はマクドナルドが中心だという。
- 約50ドルのカシオ製ダイバーズウォッチ(Casio duro)を着用しているところを、何度も目撃されており、その腕時計自体もビル・ゲイツのお気に入りとして有名になった。

その他
- 最初に深層学習が普及し始めた頃に人工知能の実存的リスクに言及していた。現在では汎用人工知能のような将来のリスクよりも「長期的なリスクについて考えることで、より差し迫ったリスクをないがしろにしてはなりません」と考えていると言われる。人工知能は選挙や教育、雇用などにおいて脅威になっていると指摘する。ゲイツはそのような脅威は重大ではあるが、このような脅威に対処できるとも考えているとも言われる。
- 判明しているだけでもアメリカ国内に10の自宅と別荘があり、そのほか世界中にいくつもの別荘を所有していると考えられている。最も知られているのはシアトル郊外ワシントン湖畔にある自宅「ザナドゥ 2.0」で、延床面積約6,000平方メートル、敷地面積約140平方km、見積価格推定1億2550万ドル（約130億円、2012年時点）の大豪邸である。日本では京都と軽井沢に別荘があると噂された。京都は約3500平方メートルの和風建築の豪邸で、土地の登記簿にはゲイツの名前があり、ゲイツが西和彦の会社に貸し付け西が所有していたが、2017年に西によって23億円で売りに出されたと報じられ、噂が事実であったことが判明した。軽井沢は延床面積約6000平方メートル、敷地面積約2万平方メートル、建設費約80億円の大規模な個人邸ということは判明しているが、所有者は未だに謎と報じられている（日本マイクロソフト社はこの軽井沢の別荘について「わからない」と回答した）。またゲイツは、ほかに広大な農地や一流ホテルなども買収し、その所有権を取得している。
- ハーバード大学を中退したにもかかわらず、2007年名誉学位号が授与された。立教大学から名誉博士号を授与されたときには、「大学を出ていない私が大学からこのような学位を得られて嬉しい」と語っている。
- ベルギーを拠点に活動している「パイ投げスナイパー」と呼ばれる集団にパイを顔面にぶつけられたことがある（1998年2月）。
- 地元のMLB球団シアトル・マリナーズのファンである。T-モバイル・パークの年間指定席を購入しており、時折観戦に訪れる。
- 中華人民共和国の歴代指導者陣と強い繋がりを持ち、中国共産党総書記習近平とは2度会見している。中国共産党機関紙の人民日報にもしばしば寄稿し、中国政府の金融政策や検閲政策に肯定的な姿勢を見せており、中国工程院の外国人会員にも選ばれている。
- 同じシアトルに本社を置く関係から、任天堂の米国法人（Nintendo of America、NOA）の首脳陣と交友がある。中でもNOA初代社長の荒川實とはゴルフ友達で、かつては同じ町に住んでいたこともある。
- 競合他社でもある、Apple創業者のスティーブ・ジョブズとは、1980年代からの友人かつライバル同士でありつつ、お互いに尊敬し合っており、テレビでの公開対談もしていた。
- 普段はAndroidのスマートフォンを使っている、また、初期からClubhouseも利用してるためiPhoneも持っている。
- 2017年11月13日に自身のブログでアルツハイマー病の治療法開発を支援するために、認知症研究基金『Dementia Discovery Fund』に5000万ドル（約57億円）を提供することを明らかにした。なお、資金提供は個人的なもので、ビル&メリンダ・ゲイツ財団を通じたものではないと説明している。ゲイツは、「アルツハイマー病の治療が実現するには10年以上かかる可能性があり、恐らく最初は費用も極めて高額になるだろう」との見通しを示しており、治療法が確立したあかつきには、貧困国の患者にも治療を提供できるように、ビル＆メリンダ・ゲイツ財団で取り組みを進める可能性についても言及している。
- 2008年、ゲイツは1000万ドルをNSFヴェラ・C・ルービン天文台へ主鏡と2枚の副鏡の製作費としてチャールズ・シモニ−とともに寄付している。
- 2022年、「人生で読んだ最高の本5冊」をピックアップ、世界100箇所の図書館に置いたことを公表。日本では唯一、京都府立植物園の屋外図書館からメッセージ入りの書籍5冊が見出された。
- 桁外れの記憶力をもっており、西和彦も認めていた。

## ビル&メリンダ・ゲイツ財団

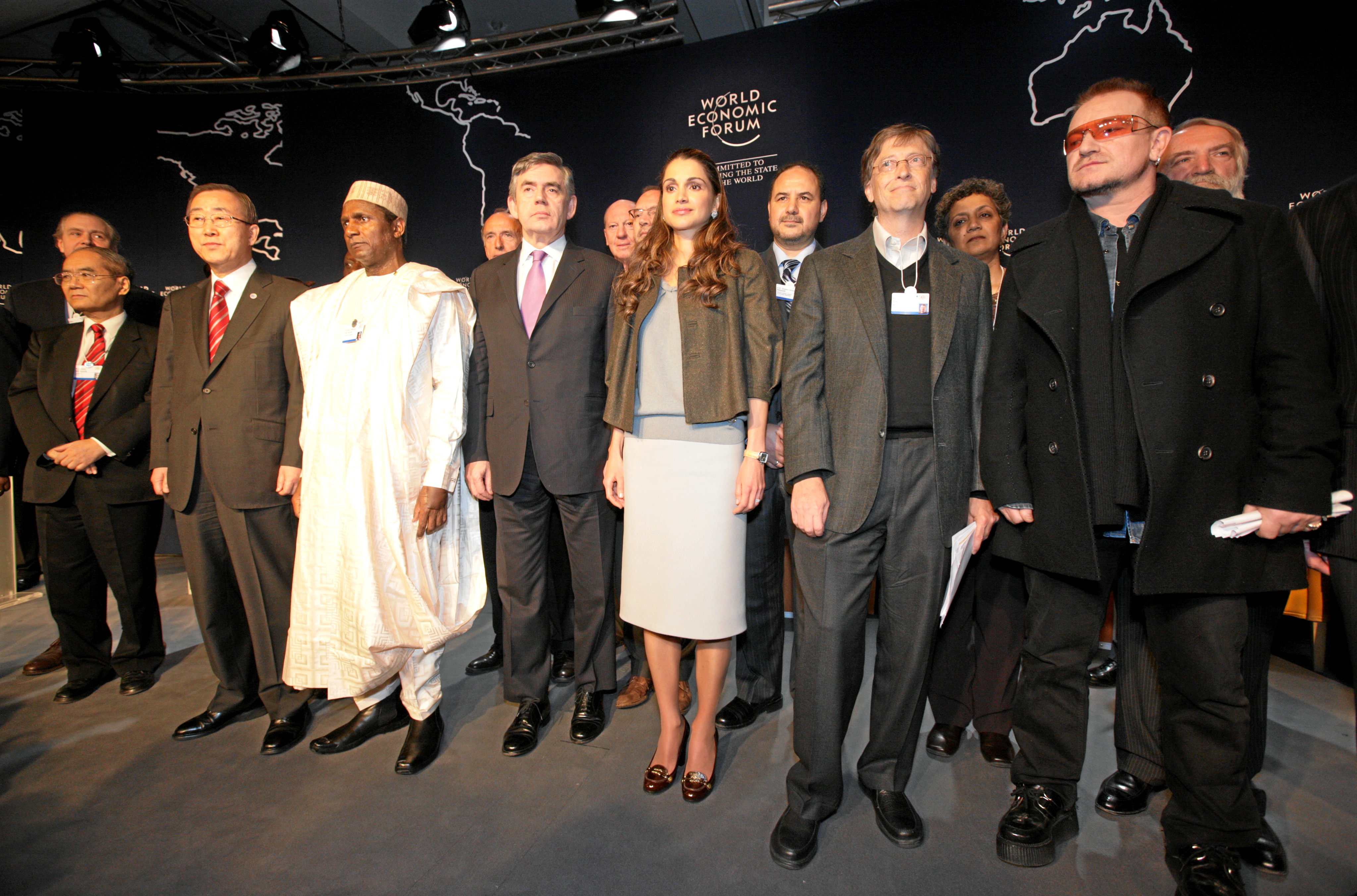
2008年、世界経済フォーラムでのビルゲイツ（右からU2のボノ、ビル・ゲイツ、ヨルダンのラーニア王妃、イギリスのゴードン・ブラウン首相、ナイジェリアのウマル・ヤラドゥア大統領、潘基文〈パン・ギムン〉国連事務総長）

ビル・ゲイツが彼の妻メリンダ・ゲイツ、父親のビル・ゲイツ・シニアとともに作った慈善団体。2005年には国際団体「ワクチンと予防接種のための世界同盟」に、民間としては最大規模の7億5000万ドルの寄付を発表した。
財産管理は主にメリンダが行っており、寄付をする際の検査は厳格に調査していると公表している。なお2006年6月15日の記者会見にて、2008年7月にマイクロソフトの経営とソフト開発の第一線から退き、「ビル&メリンダ・ゲイツ財団 (B&MGF)」の活動に専念すると発表した。
2006年12月1日には、夫妻の死後50年以内に財団の資産を使い切って活動を終えると発表した。同基金は「我々が取り組んでいる問題を今世紀中にめざましく進展させるため」と、存続期間を限定した理由を説明している。同基金は途上国のエイズ・マラリア・結核の根絶や教育・貧困・保健の水準の改善などに尽力しており、今後は更に寄付を拡大する方針も明らかにもしている。

## 著作
- 『世界は考える ぼくたちの未来をつくるコンセプト集』ジョージ・ソロス、黒田東彦 ほかとの共著、野中邦子 訳、土曜社、2013年3月5日。ISBN 978-4-9905587-7-2。
- 『世界論 世界20名の要人に聞く、今年の論点』安倍晋三、朴槿恵 ほかとの共著、プロジェクトシンジケート叢書編集部 訳、土曜社、2014年1月17日。ISBN 978-4-907511-05-0。
- Gates, Bill; Myhrvold, Nathan; Rinearson, Peter (1995). THE ROAD AHEAD. VIKING(A Division of Penguin U.S.A). ISBN 0-670-77289-5